# Svalbards kyrka

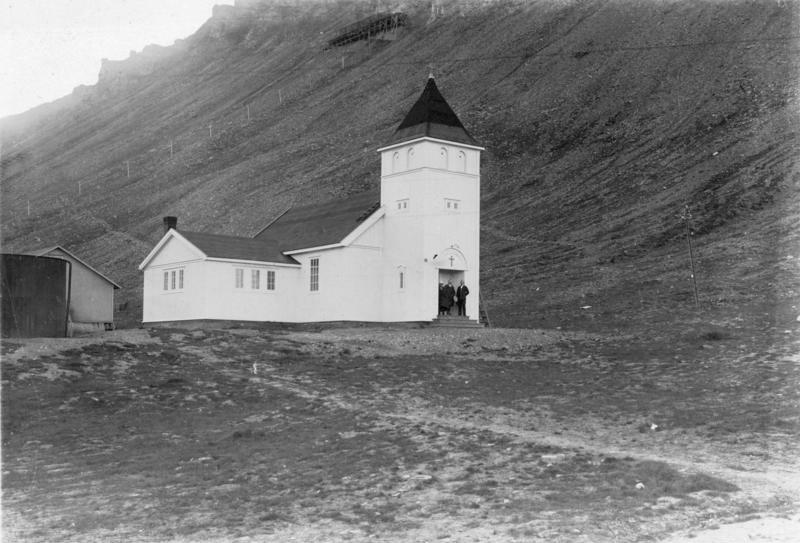
Svalbard första kyrka, augusti 1925

Svalbards kyrka är en församlingskyrka inom Norska kyrkan i Longyearbyen på Svalbard. Den är en långhuskyrka i trä med 140 platser, som ritades av Hans Magnus, byggdes 1957 och togs i bruk 1958. Kyrkan var fram till 2017, då en rysk-ortodox kyrka byggdes på den ryska flygbasen Nagurskaja på Alexandras land, världens nordligaste kyrka.
Den nuvarande kyrkobyggnaden ersatte Svalbards första kyrka, som byggdes 1921. Den brändes ned av den tyska marinen i september 1943, under andra världskriget.
Förvaltningen av Svalbards kyrka övertogs 1977 av Statens bygge- og eiendomsdirektorat (i dag Statsbygg). Efter en ombyggnad 2004 blev kyrkan ansluten till fjärrvärmenätet i Longyearbyen.
Svalbard prestegjeld ingår i Tromsø domprosti som tillhör Nord-Hålogalands stift. Det är tre anställda: sockenpräst, hjälppräst och hushållsföreståndare. Verksamheten, i regi av Den norske kirke, finansieras över den norska statens svalbardbudget. 
Kyrkan samarbetar med den rysk-ortodoxa kyrkan och den katolska kyrkan i Norge när det gäller tjänster för ryssar och polacker i Svalbard. Biskopen i Nord-Hålogaland har tillsyn över kyrkans verksamhet. Eftersom norsk lag inte gäller på Svalbard, gäller heller inte kyrkolagen. Det finns inget sedvanligt församlingsråd på Svalbard, men ett kyrkoråd, som är ett samrådsorgan för sockenprästen. 